# アラビア数学
アラビア数学（アラビアすうがく、Arabic mathematics）とは、8世紀から15世紀のイスラム世界において、主にアラビア語を用いて行われた数学全般のことである。近年ではイスラム数学 (Islamic mathematics) と称される場合もある。名称は慣例によるものであって、必ずしも明確に対象を表しておらず、アラブ地域外でも行われ、担い手にはアラブ人でない者もイスラム教徒でない者もいた。

## 概要
アラビア数学は、ギリシア数学やインド数学の影響を受け発展し、アルフワーリズミー、バッターニーなど多数の数学者を輩出した。
ヨーロッパ古典古代からの影響としては、焚書されたギリシア語の著書をアラビア語に翻訳し、ユークリッド幾何学を引き継いだ。厳密な論証も引き継がれた。
インドからの影響としては「0（ゼロ）の概念」や「位取り記数法」が挙げられる。なお、算用数字は一般に「アラビア数字」とも呼ばれるがアラビアで用いられている数字（ヒンディー数字）とは異なっている（ただし「ヒンディー数字」はインドで用いられている数字とも異なるものである）。
アラビア数学独自の功績としては、代数学の発展が挙げられる。当時は記号を使った数式表記が発明されていなかったため、計算方法は全て言語によって説明されている。
アラビア数学は後年ラテン語に翻訳されヨーロッパに伝わった。

## 主要な数学者の一覧
- ムハンマド・イブン・ムーサー・フワーリズミー（780年 – 850年）
- キンディー（801年 – 873年）
- フナイン・イブン・イスハーク（808年 – 873年）
- サービト・イブン・クッラ（835年 - 901年）
- バッターニー（853年 – 929年）
- アブー・ワファー・ブーズジャーニー（940年 - 998年）
- イブン・ユーヌス（950年 - 1010年）
- イブン・ハイサム（965年 - 1040年）
- アブー・ライハーン・ビールーニー（973年 - 1048年）
- イブン・スィーナー（980年 - 1037年）
- ザルカーリー（1028年 - 1087年）
- ウマル・ハイヤーム（1048年 - 1131年）
- ナスィールッディーン・トゥースィー（1201年 - 1274年）
- イブン・シャーティル（1304年 - 1375年）
- ウルグ・ベク（1394年 - 1449年）